# Анашкин, Роман Михайлович
Анашкин Роман Михайлович (род. 27 октября 1968 года, Москва) — Заслуженный тренер России, Президент Федерации Кудо России, чемпион Европы по Косики карате (Амстердам, 1992 год), полуфиналист Чемпионата Мира по Косики карате (1991 год), призёр чемпионатов профсоюзов СССР по карате (1990 и 1991 годы), чемпион г. Москвы по карате (1990 год), чёрный пояс 7 дан (Кудо), 2 дан (Косики карате).

## Общая информация
В детстве Роман Анашкин занимался плаванием, рэгби, легкой атлетикой, боксом. С 1985 года начал заниматься каратэ (стиль Сэн-э) у Крысина М. В., в дальнейшем перешёл в Косики карате, где достиг мастерской степени — чёрный пояс 2 дан. В 1991 году вместе с М. Крысиным снимался в фильме "Похороны на втором этаже".С 1994 года начал заниматься и развивать в России Дайдо-джуку каратэ-до (ныне Кудо). В 1994-95 году участвовал в открытых Чемпионатах по Дайдо-джуку в Японии. В 1995 окончил Российскую академию Физической культуры, по специальности тренер — преподаватель. В 1995 году аттестован на третий дан по Дайдо джуку карате до. В 2002 году аттестован на четвёртый дан Кудо. В 2006 году аттестован на пятый дан Кудо. В 2013 аттестован Адзумой Такаси на 6 дан Кудо. С 1994 по 2004 годы возглавлял Московскую федерацию «Дайдо-Джуку каратэ-до». с 2004 года по настоящее время является Президентом Общероссийской физкультурно - спортивной общественной организации «Федерация Кудо России». С 2010 года — Заслуженный тренер России, Президент Федерации Кудо России. Женат, имеет двоих детей. В январе 2020 года в Японии, аттестован на 7 дан Адзумой Такаси

## Развитие Дайдо Дзюку карате-до — Кудо
С Именем Романа Михайловича Анашкина связана вся история развития Дайдо Дзюку Карате-до — Кудо на территории современной России и ближнего зарубежья.

### 1994—1995
В начале 1994 года Романом Анашкиным, совместно с Владимиром Зориным была проделана огромная подготовительная работа для создания единой российской организации, культивирующей Дайдо Дзюку карате-до (Кудо). Сначала российская сторона принимала в Москве прибывшего по приглашению основателя стиля Дайдо Дзюку Адзуму Такаси, который провел семинар и аттестацию, в результате которой Роман Анашкин и Владимир Зорин получили из рук Адзумы Такаси черные пояса со 2-ми данами по Дайдо Дзюку. В то же время в Москве открывается 4-е зарубежное отделение Международной Федерации Кудо (KIF). Затем был подготовлен и проведён ответный визит членов делегации из России в Японию. Во время этого визита российские спортсмены приняли участие в чемпионате Хокутоки-94.
В мае 1994 года в Москве был организован и проведён 1-й международный турнир по Дайдо Дзюку.
7 июня 1994 года Минюстом России была зарегистрирована первая на постсоветском пространстве общественная организация, основной целью которой была популяризация Дайдо Дзюку Карате-до. Данной общественной организацией стала Московская Федерации Дайдо Дзюку карате-до, председателем которой стал Роман Михайлович Анашкин.

### 1995—2001
В период с 1995 года по 2001 год Роман Анашкин, совместно с Владимиром Зориным, организуют множество турниров различного уровня, учебные семинары, аттестации на территории России, Украины, Эстонии, Латвии. Под руководством Романа Анашкина и Владимира Зорина российские бойцы неоднократно выступают на чемпионатах Японии по Дайдо Дзюку. Роман Анашкин и Владимир Зорин повысили свою квалификацию до 3 данов по Дайдо Дзюку Карате-до.

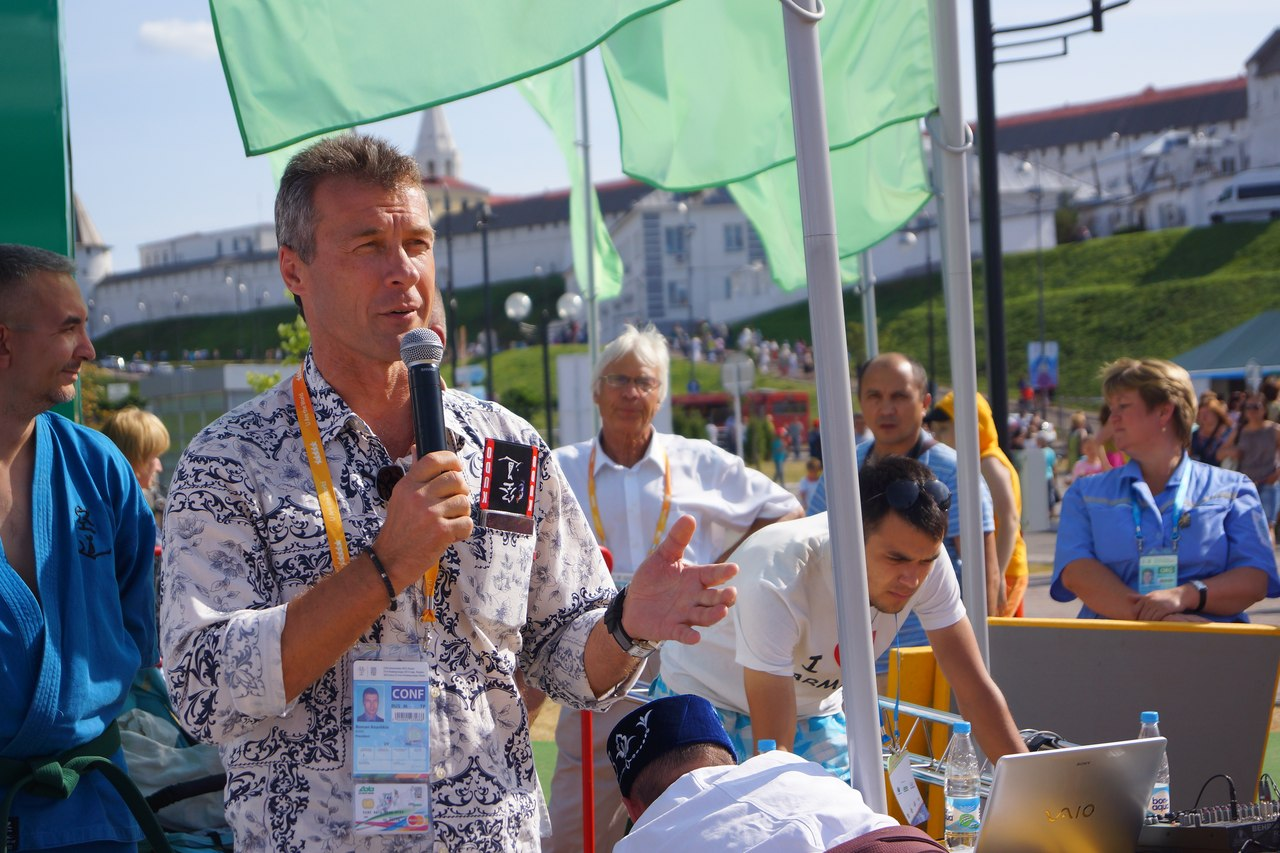
Р. М. Анашкин в Парке Универсиады (Казань) 14.07.2013 года

### 2001—2012
В период с 2001 по 2012 год усилиями Романа Анашкина и Владимира Зорина Дайдо Дзюку Кудо получило официальное признание в Российской Федерации, спортсмены из России принимая участие во всех крупнейших международных турнирах по Дайдо Дзюку Кудо, завоевали право называться сильнейшими бойцами Кудо. 6 февраля 2004 году была зарегистрирована Общероссийская общественная организации «Федерация Кудо России», которую возглавил Роман Михайлович Анашкин. За этот период Роман Анашкин и Владимир Зорин повысили свою квалификацию с 3-х до 5-х данов по Кудо. В 2011 года Россия удостоилась права провести в Москве I Кубок Мира по Кудо. За высокие результаты, показываемые подготовленными бойцами, Роману Анашкину было присвоено спортивное звание — Заслуженный тренер России.

Р. М. Анашкин в Нижнем Новгороде на Чемпионате ПФО по КУДО, 07.12.2014 г.

### 2013
13 января 2013 года Роман Михайлович успешно аттестовался на 6 дан Кудо, став первым «не японцем» получившим столь высокую мастерскую степень.
2020
11 января 2020 года Роман Михайлович успешно аттестовался на 7 дан Кудо, став первым "не японцем" получившим столь высокую мастерскую степень

## Видео
- Открытая тренировка с Р.Анашкиным: работа по лапам, часть 1
- Открытая тренировка с Р.Анашкиным: работа по лапам, часть 2
- Открытая тренировка с Р.Анашкиным: работа по лапам, часть 3
- Открытая тренировка с Р.Анашкиным: тренировка на улице
- Телеканал «Боец». Дополнительный раунд: Роман Анашкин и Юрий Панов

## Аудио
- Роман Анашкин в гостях Радио «Маяк»